# The Hold-Up of the Leadville Stage
The Hold-Up of the Leadville Stage je americký němý film z roku 1904. Režisérem je Harry Buckwalter (1867–1930). Film je považován za jeden z prvních western filmů v historii kinematografie.

## Děj
Film zachycuje přepadení dostavníku skupinou banditů.